# 포스 오브 이블
포스 오브 이블(영어: Force Of Evil)은 미국에서 제작된 에이브러햄 폴론스키 감독의 1948년 영화이다. 존 가필드 등이 주연으로 출연하였다.
이 영화는 문화적, 역사적, 미적 중요성으로 인해 미국 의회도서관에 의해 미국 국립영화등기부의 보존물로 선정되었다.

## 출연

### 주연
- 존 가필드
- 토마스 고메즈
- 샘 애시

### 조연
- 마리 윈드서
- 조지아 백커스
- 래리 J. 블레이크
- 하우랜드 챔버레인
- 보 브리지스

## 제작진
- 미술: 리처드 데이
- 배역: 잭 바얼